# Europa Cup i ishockey 1976-77
Europa Cup 1976-77 var den 12. udgave af Europa Cuppen i ishockey, arrangeret af International Ice Hockey Federation, og turneringen med deltagelse af 16 hold blev spillet i perioden fra efteråret 1976 til februar 1979.
Turneringen blev vundet af TJ Sokol Kladno fra Tjekkoslovakiet, som i finalen besejrede HK Spartak Moskva fra Sovjetunionen. Begge finalekampe endte 4-4, og derfor blev titlen afgjort i en straffeslagskonkurrence, som det tjekkoslovakiske hold vandt med 2-1. Det var fjerde gang, men første gang siden sæsonen 1967-68, at turneringen blev vundet af et tjekkoslovakisk hold, og det var første gang, at TJ Sokol Kladno vandt titlen.

## Format og hold
De nationale mestre i sæsonen 1975-76 i IIHF's medlemslande i Europa kunne deltage i turneringen. Den blev afviklet som en cupturnering, hvor hvert opgør blev spillet over to kampe, idet holdene mødtes på både hjemme- og udebane. Opgørene blev afgjort i form at summen af resultaterne af de to kampe, og hvis stillingen var uafgjort, blev opgøret afgjort i straffeslagskonkurrence umiddelbart efter den anden kamp.
De sovjetiske, tjekkoslovakiske, finske og svenske deltagere var direkte kvalificeret til kvartfinalerne, mens de resterende 12 hold spillede om de sidste fire ledige pladser i kvartfinalerne.
| - HC Gröden - Tilburg Trappers - Berliner SC - Chamonix HC - SC Langnau - KSF - Spartak-Levski Sofia - HK Olimpija Ljubljana | - EC Klagenfurter AC - IF Frisk - Podhale Nowy Targ - SG Dynamo Berlin - HC TPS - Brynäs IF - TJ Sokol Kladno - HK Spartak Moskva |

## Resultater

### Første runde
| Datoer | Datoer | Hjemmehold i 1.kamp  | Hjemmehold i 2.kamp   | Total | 1.kamp | 2.kamp |
| ------ | ------ | -------------------- | --------------------- | ----- | ------ | ------ |
|        |        | Spartak-Levski Sofia | HK Olimpija Ljubljana | 3−9   | 2−4    | 1−5    |
| 12.10. | 14.10. | Chamonix HC          | SC Langnau            | 14−18 | 12−10  | 2−8    |
|        |        | Berliner SC          | HC Gröden             | 14−51 | 11−11  | 3−4    |
|        |        | Tilburg Trappers     | KSF                   | 14−61 | 6−1    | [0]8−5 |

### Anden runde
I anden runde trådte DDR, Norge, Polen og Østrigs repræsentanter ind i turneringen.
| Datoer | Datoer | Hjemmehold i 1.kamp | Hjemmehold i 2.kamp   | Total | 1.kamp       | 2.kamp       |
| ------ | ------ | ------------------- | --------------------- | ----- | ------------ | ------------ |
|        |        | EC Klagenfurter AC  | HK Olimpija Ljubljana | 9−6   | 5−1          | 4−5          |
| 22.11. | 14.12. | Tilburg Trappers    | SC Langnau            | 19−13 | 5−6          | 4−7          |
|        |        | Berliner SC         | SG Dynamo Berlin      | 12−51 | 8−2          | 4−3          |
| −      | −      | Podhale Nowy Targ   | IF Frisk              | w.o.  | Ikke spillet | Ikke spillet |

### Kvartfinaler
De sovjetiske, tjekkoslovakiske, finske og svenske deltagere trådte ind i turneringen i kvartfinalerne, som blev spillet fra januar til september 1977, og hvor holdene spillede om de fire pladser i semifinalerne.
| Datoer | Datoer | Hjemmehold i 1.kamp | Hjemmehold i 2.kamp | Total | 1.kamp       | 2.kamp       |
| ------ | ------ | ------------------- | ------------------- | ----- | ------------ | ------------ |
| 18.1.  | 22.2.  | Berliner SC         | Brynäs IF           | 3−6   | 1−3          | 2−3          |
| 19.9.  | 20.9.  | SC Langnau          | HC TPS              | 14−13 | 3−3          | 0[0]1−10     |
| 23.9.  | 24.9.  | EC Klagefurter AC   | HK Spartak Moskva   | 08−22 | 15−12        | 1[0]3−10     |
| −      | −      | TJ Sokol Kladno     | Podhale Nowy Targ   | w.o.  | Ikke spillet | Ikke spillet |

### Semifinaler
| Datoer  | Datoer   | Hjemmehold i 1.kamp | Hjemmehold i 2.kamp | Total   | 1.kamp | 2.kamp |
| ------- | -------- | ------------------- | ------------------- | ------- | ------ | ------ |
| 28.9.77 | 18.10.77 | Brynäs IF           | HK Spartak Moskva   | 12−10   | 1−3    | 1−7    |
| 25.8.78 | 27.8.78  | HC TPS              | TJ Poldi Kladno     | 117−110 | 5−4    | [0]2−7 |

### Finale
Finalekampene blev spillet i december 1978 og februar 1979.
| Datoer   | Datoer  | Hjemmehold i 1.kamp | Hjemmehold i 2.kamp | Total  | 1.kamp | 2.kamp |
| -------- | ------- | ------------------- | ------------------- | ------ | ------ | ------ |
| 14.12.78 | 13.2.79 | HK Spartak Moskva   | TJ Sokol Kladno     | [0]8−8 | 4−4    | 4−4    |